# Richard Vesey Hamilton

Admiral Sir Richard Vesey Hamilton

Richard Vesey Hamilton, GCB (* 28. Mai 1829 in Sandwich, Kent, England; † 17. September 1912 in Chalfont St Peter, Buckinghamshire, England) war ein britischer Admiral der Royal Navy, der unter anderem zwischen 1889 und 1891 Erster Seelord war.

## Leben

### Seeoffizier

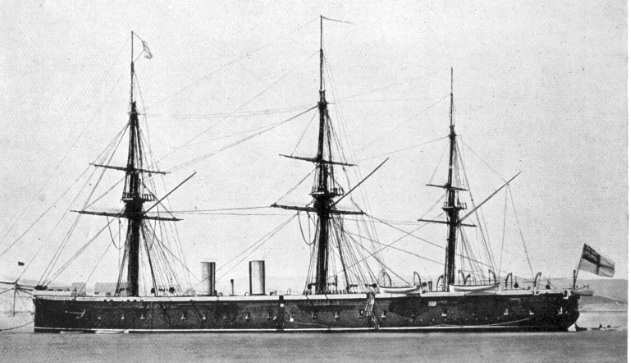
Kapitän zur See Hamilton war von 1870 bis 1873 Kommandant des Panzerschiffs HMS Achilles.

Richard Vesey Hamilton, Sohn von Reverend John Vesey Hamilton und dessen Ehefrau Frances Agnes Malone, trat nach dem Besuch der Royal Naval School am 15. Juli 1843 als Seekadett in die Royal Navy ein. Er war zwischen 1850 und 1851 Maat (Mate) auf der von Erasmus Ommanney kommandierten Bark HMS Assistance in dem von Geschwader von Horatio Thomas Austin auf der Suche nach dem Polarforscher John Franklin. Nach seiner Beförderung zum Kapitänleutnant (Lieutenant) am 11. Oktober 1851 befand er sich zwischen dem 16. Februar 1852 und dem 12. Dezember 1855 in Dienst an Bord der von Henry Kellett kommandierten HMS Resolute, die zusammen mit der HMS Assistance unter Edward Belcher, der HMS Pioneer von Sherard Osborn sowie der HMS Intrepid nach der vermissten Franklin-Expedition suchte, die sich auf der Erkundung nach der Nordwestpassage befand. Am 28. Februar 1856 wurde er als stellvertretender Kommandant an Bord des Kanonenbootes HMS Haughty zum Marine-Stützpunkt China (China Station) versetzt und nahm dort zwischen 1856 und 1858 am Zweiten Opiumkrieg teil.
Nach seiner Beförderung zum Fregattenkapitän (Commander) am 10. August 1857 übernahm er zwischen dem 4. Juni 1858 und dem 23. August 1862 seinen ersten Posten als Schiffskommandant, und zwar des Dampfschiffs HMS Hydra, mit dem er in dieser Zeit Dienst vor der Küste Westafrikas, den Westindischen Inseln sowie Nordamerika Dienst versah. Während dieser Zeit erfolgte am 27. Januar 1862 seine Beförderung zum Kapitän zur See (Captain). Im Anschluss war er zwischen dem 12. Juli 1862 und 1864 Kommandant der Sloop HMS Vesuvius sowie von 1865 bis April 1868 der Sloop Sphinx, die ebenfalls in den Gewässern der Westindischen Inseln eingesetzt war. Nach seiner Rückkehr übernahm er vom 12. April bis April 1873 den Posten als Kommandant des Panzerschiffs HMS Achilles, das von Portland Harbour aus zur Küstenwache eingeteilt war. Danach war er zwischen Mai 1873 und März 1875 Kommandierender Kapitän der Marinebasis Devonport, in der sich die Dampfschiffreserve (Steam Reserve) befand, sowie im Anschluss von März 1875 bis Oktober 1877 Superintendent und Kommandierender Kapitän der Marinewerft Pembroke Dock. Für seine Verdienste wurde er am 29. Mai 1875 Companion des Order of the Bath (CB).

### Aufstieg zum Admiral und Erster Seelord

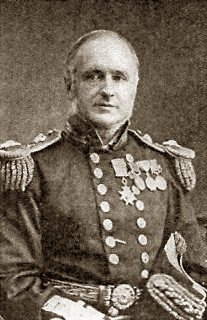
Admiral Sir Richard Vesey Hamilton

Am 27. September 1877 erhielt Richard Vesey Hamilton seine Beförderung zum Konteradmiral (Rear-Admiral), woraufhin er zwischen Juni 1878 und März 1880 Direktor der Marineartillerie (Director of Naval Ordnance) in der Admiralität war. Anschließend übernahm er von April 1880 bis März 1883 als Oberkommandierender der Marine an der Küste Irlands (Commander-in-Chief, Coast of Ireland) Am 17. Februar 1884 wurde er zum Vizeadmiral (Vice-Admiral) befördert, woraufhin er im September 1885 Vizeadmiral William Dowell als Oberkommandierender des Marine-Stützpunktes China (Commander-in-Chief, China Station) ablöste. Er hatte diese Funktion bis Dezember 1887 inne und wurde danach von Vizeadmiral Nowell Salmon abgelöst. Am 21. Juni 1887 wurde er zum Knight Commander des Order of the Bath (KCB) geschlagen, so dass er fortan den Namenszusatz „Sir“ führte.
Wenige Monate später wurde Hamilton am 18. Oktober 1887 zum Admiral befördert und war zwischen Oktober und Dezember 1888 Mitglied des Komitees zur Begutachtung der Seemanöver, die zum Naval Defense Act von 1889 führten. Er löste am 28. Dezember 1888 Vizeadmiral Anthony Hoskins als Zweiter Seelord (Second Sea Lord and Chief of Naval Personnel) ab und war als solcher für die Personalfragen der Royal Navy zuständig. Er verblieb in diesem Amt bis Oktober 1889 und wurde danach von Vizeadmiral Henry Fairfax abgelöst. Anschließend wurde er im Oktober 1889 Nachfolger von Admiral Arthur Hood auf dem Posten als Erster Seelord (First Sea Lord). Er bekleidete diesen Posten fast zwei Jahre lang bis zum September 1891 und wurde danach von Admiral Anthony Hoskins abgelöst. Zuletzt wurde er im September 1891 Nachfolger von Admiral William Graham als Präsident des Royal Naval College, Greenwich und hatte diesen Posten bis zu seiner Ablösung durch Admiral Walter Hunt-Grubbe im Mai 1894 inne. Am 28. Mai 1894 trat er in den Ruhestand. 1895 erfolgte auch die Verleihung des Großkreuzes des Order of the Bath (GCB). 
Am 18. Dezember 1862 heiratete er Julia Frances Delmé, eine Tochter von Vizeadmiral James Arthur Murray, und war mit dieser bis zu deren Tode 1897 verheiratet. Aus dieser Ehe stammten die fünf Kinder Lilian Louisa, Rosalind, James, Violet und William Hamilton.

## Veröffentlichung
- Naval Administration, 1896